# Burg Esbeck (Diemelsee)
Die Burg Esbeck ist eine abgegangene Wasserburg zwischen dem Diemelseer Ortsteil Adorf im nordhessischen Landkreis Waldeck-Frankenberg und Borntosten in Nordrhein-Westfalen.

## Geschichte
Östlich des um 1400 wüst gefallenen Dorfes Esbeck wurde die Burg vermutlich zur Sicherung einer Handelsstraße erbaut. Wann und durch wen dies geschah, ist nicht bekannt. Eine Dickebir genannte Familie soll von 1106 bis 1128 hier schon einen Burgsitz gehabt haben; sie ist bis 1365 als Besitzer mindestens noch eines Guts in Esbeck beurkundet. 1255/56 wurde die Burg, im Besitz der Herren von Esbike, erstmals urkundlich erwähnt. Es wird vermutet, dass sie der Stammsitz der Herren von Escheberg gewesen sein könnte. Im Jahr 1370 kam eine Hälfte der Burg an den hessischen Landgrafen Hermann II. von Hessen, die andere an Graf Otto II. von Waldeck. Dieser verpfändete seine Hälfte an Hendrich de Fischer aus Padberg. Die Burg diente zur Grenzsicherung gegenüber den Bistümern Köln und Paderborn. 1417 wurde sie an Albert von Braunsen (Brunhardessen) verpfändet. Nach dem Aussterben dieser Familie im Mannesstamm fiel sie an die Herren von Immekusen. Im Jahr 1513 erlosch auch dieses Geschlecht.
Es ist nicht bekannt, wann die Burg aufgegeben und zerstört wurde. Gefundene Brandspuren deuten jedoch auf eine gewaltsame Zerstörung hin, vermutlich im Dreißigjährigen Krieg.
Noch erkennbar sind heute der teilweise gefüllte, ringförmige Wassergraben sowie Mauerreste von zwei Gebäuden.